# الياسينية
قرية الياسينية هي إحدى القرى التابعة لمركز أبو المطامير في محافظة البحيرة في جمهورية مصر العربية. حسب إحصاءات سنة 2006، بلغ إجمالي السكان في الياسينية 4740 نسمة، منهم 2288 رجل و2452 امرأة.